# قرة كلك
قرة كلك هي قرية في مقاطعة هشترود، إيران. عدد سكان هذه القرية هو 466 في سنة 2006.